# ジェラルド・R・フォード級航空母艦
ジェラルド・R・フォード級航空母艦（ジェラルド・R・フォードきゅうこうくうぼかん、英語: Gerald R. Ford-class aircraft carrier）は、アメリカ海軍の原子力空母の艦級。先行するニミッツ級と船体規模は同程度だが、新技術を全面的に導入した新設計艦となっている。ネームシップの調達コストは合計130億8,400万ドル。
ネームシップの艦名は、第38代アメリカ合衆国大統領のジェラルド・R・フォードに由来する。

## 来歴

### ニミッツ級の建造
アメリカ海軍は1958年に原子力空母エンタープライズの建造を開始したが、高騰した費用の影響で1961年・1963年の建造艦は通常動力型のキティホーク級となった。そして1967年から、量産型の原子力空母としてニミッツ級の建造が開始された。
ニミッツ級の建造費も高額化したことから、1970年代にはSTOVL運用を想定した制海艦（SCS）や、ミッドウェイ級と同規模の中型空母 (CVV) も計画されたものの、ニミッツ級は「空母という艦種は同級で完成した」と称されるほど高く評価された。結局、ジョン・レーマン海軍長官の600隻艦隊構想もあり、順次改修を加えながらニミッツ級の建造が継続されることとなった。

### CVXからCVNX、CVN-21へ
1990年代、ニミッツ級は改修や装備の追加による排水量の増加で艦内スペースの活用も限界に達していた。このことから1993年に将来海上航空基地作業部会（Future sea-based air platforms working group）が発足し、ニミッツ級後継艦についての研究が開始された。このニミッツ級後継艦は、原子力に拘らずにゼロベースで行われていたことからCVX計画と称され、2006年から建造を開始してエンタープライズの後継として2013年に就役させる計画とされた。船体規模は搭載機45機程度の中型空母からニミッツ級と同様に85機を搭載できる大型空母まで検討されたほか、船型としては先進的なウェーブピアサーやステルス船体も俎上に載せられており、アイランドや飛行甲板レイアウトの改訂まで含めると70通りもの案が検討された。
当初の計画では、ニミッツ級の建造を10隻で終了してCVX計画艦に移行することになっていたが、1998年には新技術の実用困難や予算の問題から、この当初計画は実現困難であると考えられるようになった。この時点でCVX計画は核動力化が決定してCVNX計画と改称しており、ニミッツ級の最終10番艦（CVN-77）に新技術をある程度導入したうえで、CVNX計画艦に移行するよう修正されることになった。またCVNX計画艦についても、一度に新技術を導入するのではなくCVNX-1（CVN-78）とCVNX-2（CVN-79）の2段階、ニミッツ級10番艦（CVN-77）まで含めると3段階に分けて導入するという漸進的な案が採択された。しかし2002年に再び計画は修正され、CVN-78をCVN-21計画艦として一挙に新型空母建造に着手することとなった。新技術の実用化を後押しするため2004年には予算が倍近くまで増額された一方、CVN-77はニミッツ級の小改良型にとどまることになった。
そして、CVN-21計画艦として建造されたのが本級である。当初は2006年に建造開始の予定であったが2007年に変更され、2004年には予算上の理由から更に1年先送りして2008年に建造開始された。

## 設計

### 船体

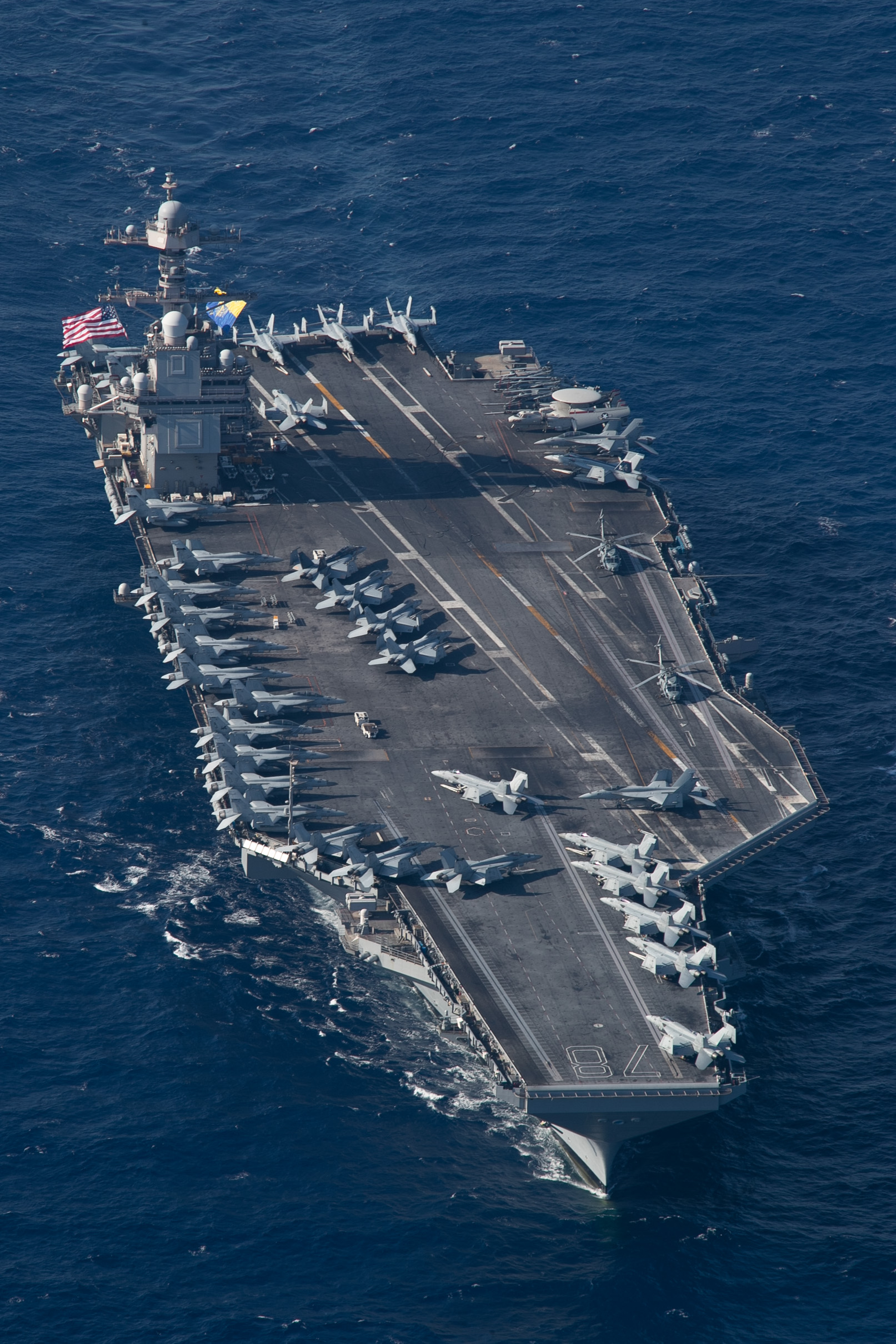
ジェラルド・R・フォードの飛行甲板

上記のように、CVX計画の段階では従来とは全く異なる設計も検討されていたものの、最終的に主要諸元や船舶としての基本性能はニミッツ級と同様のものとなった。
船体の基本構造もニミッツ級のものが踏襲されている。主船体は機関区画を含めて11層の甲板で構成されており、格納庫甲板が主甲板（第1甲板）とされている。格納庫は2層分の高さが確保されており、その上方の03レベルはギャラリーデッキ、そして04レベルが飛行甲板となっている。なお船首には、ニミッツ級9番艦ロナルド・レーガンで導入された大型のバルバス・バウが付されている。
本級では、飛行甲板に新開発の高強度強靭鋼（High Strength Toughness Steel）であるHSLA-115を採用し、所定の強度を保ちつつ軽量化と耐弾性の向上を実現している。また船体は前後に10以上の横隔壁により区分されているが、この隔壁にも新開発の高強度強靭鋼HSLA-65が採用されている。これらの新素材の導入によって上部重量の低減や排水量の増加防止、将来発展余地の確保が実現された。

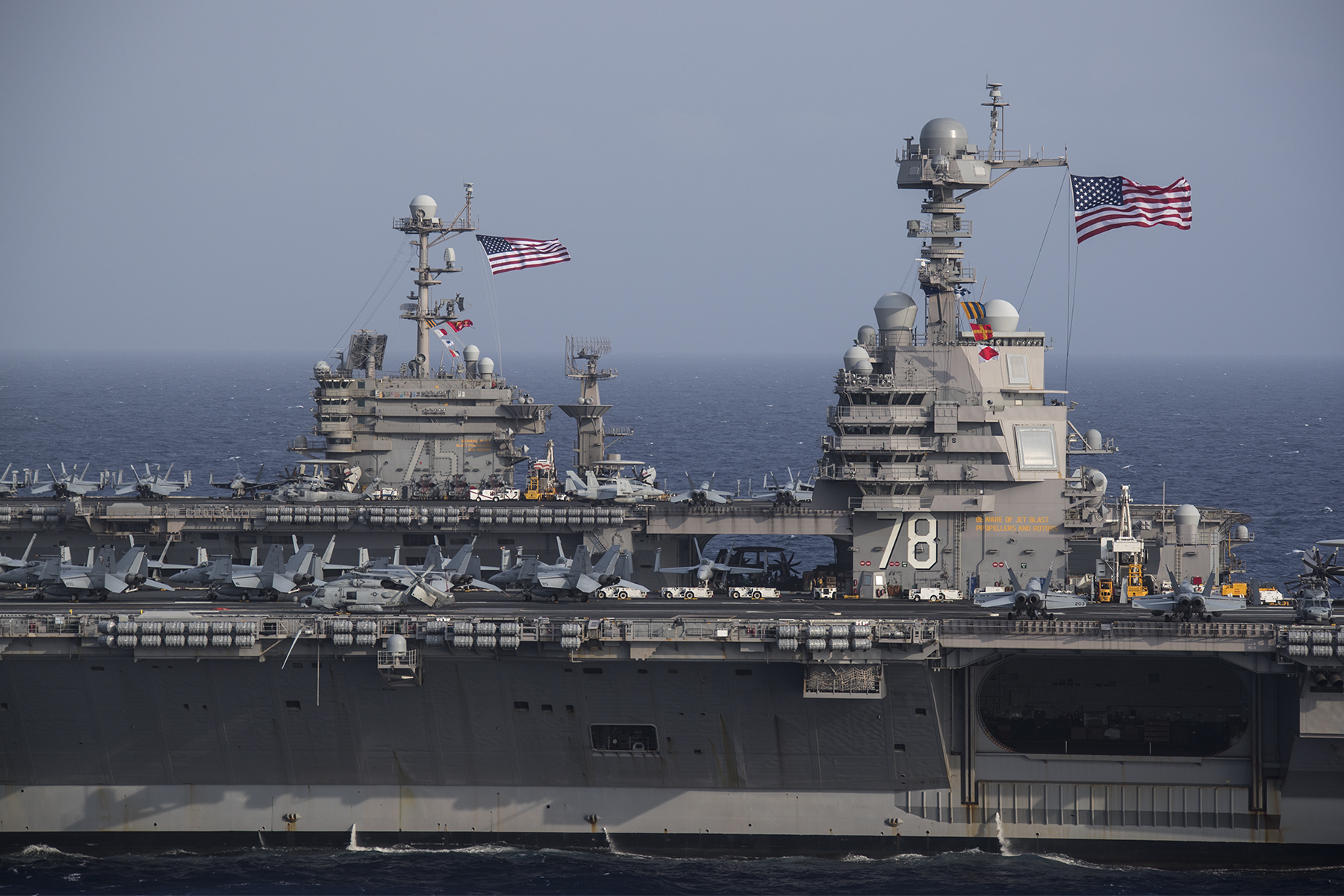
「トルーマン」（左奥）と「フォード」（右手前）

艦橋はニミッツ級と比べ小型化され艦尾側に移動、レーダー反射断面積低減のために傾斜させた外板にフェーズドアレイレーダーが固定装備されている。艦橋内は8層で構成され、頂部には機器室などに続いて太い塔状のマストが設けられている。
なお本級では運用コストの低減のために全面的な省人力化が図られているが、これによって捻出されたスペースの余裕を活かして、居住性の向上も図られている。

### 機関
原子力空母である本級は核動力を採用し、原子炉は新開発のA1Bが採用された。ニミッツ級ではA4W（熱出力550MWth）2基が搭載されてきたが、40年の技術進歩を反映して、A1Bでは出力にして25パーセントの増加が達成された。
炉心のエネルギー密度が向上することで小型化も進められ、冷却水のポンプはより省電力のもので賄えるようになった。また配管やバルブ、ポンプ、二次冷却水の蒸気を水に戻すコンデンサーなどもA4Wと比べて50％減少しており、メンテナンスを30％、原子炉担当の当直の人数を50％削減できるようになった。
また本級ではカタパルトとアレスティング・ギア両方を電磁式化とレーダー類の新型化、将来的な拡張余地の確保も求められたことから、発電能力も増強された。ニミッツ級では100MWとされていたのに対し、3倍に強化されている。
炉心寿命はニミッツ級のA4W/A1Gと同様に約25年で、艦の寿命の中間で一度炉心交換を含む包括的修理を行う必要がある。
なお推進器はニミッツ級9番艦のロナルド・レーガン以降と同様、直径6.4mでスキュー付きの5翼式スクリュープロペラとされている。

## 能力

### 航空運用機能

#### 発着艦設備

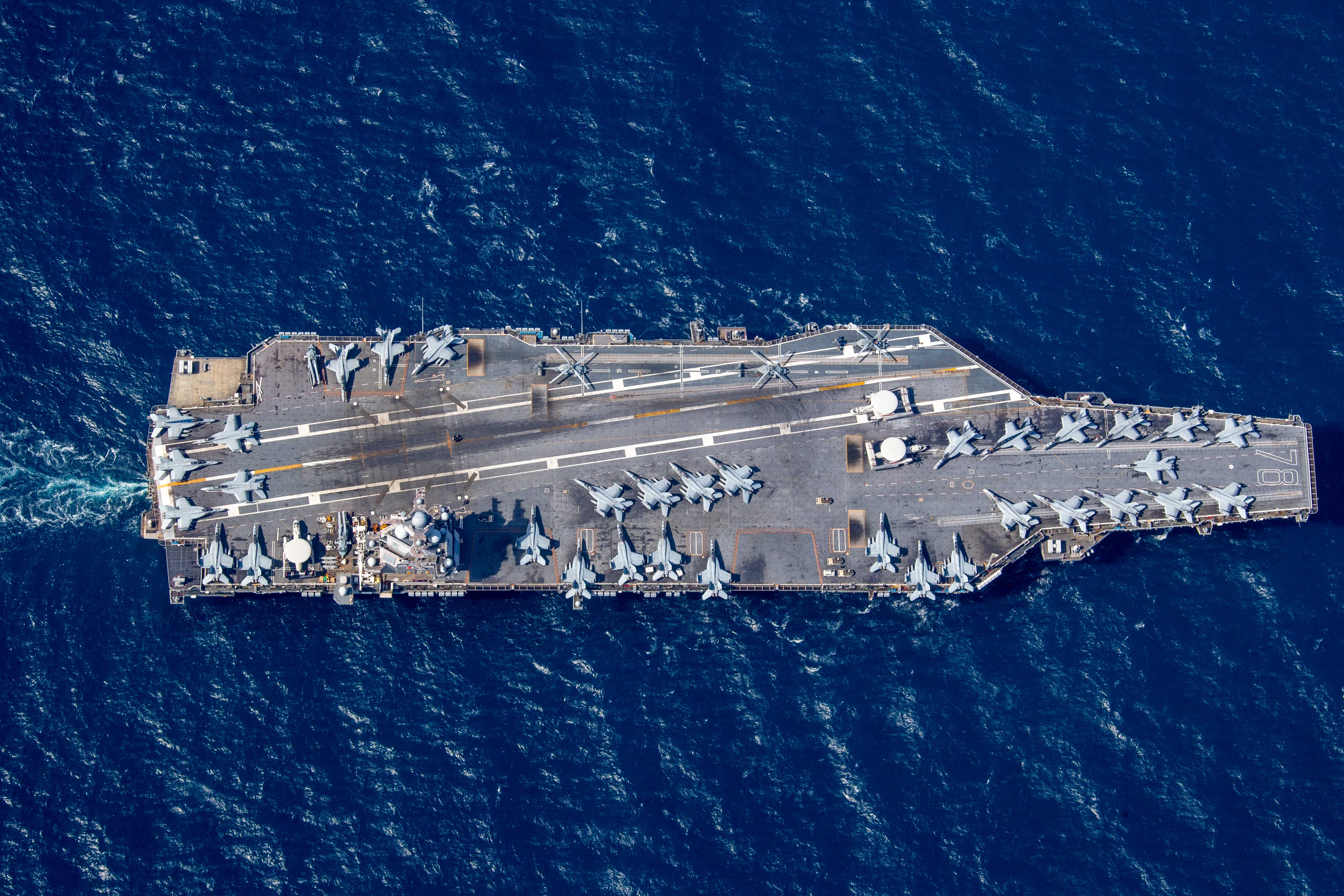
飛行甲板

上記のとおり、本級では04甲板（レベル03の天井）が全通した飛行甲板とされており、全長332.9m×最大幅78.0m、面積にして約20,000m²と、ニミッツ級より約11パーセント増加した。飛行甲板上にはアングルド・デッキが設定されている。
本級では、カタパルトとアレスティング・ギアの両方を電磁式とすることが予定された。アレスティング・ギアとして開発された先進着艦制動装置 (AAG) は、油圧装置に替わってウォーター・タービンの抵抗によるパッシブ減速とモーターによるアクティブ制動を組み合わせる方式を採用しており、従来のMk.7制動装置と同性能かつ、より細かい機体の速度・重量・強度に合わせた制動を実施できるように設計されている。
一方、カタパルトとして開発されたのがEMALS（Electro-magnetic Aircraft Launch System）で、こちらも出力的には従来のC-13型蒸気式カタパルトと同程度ながらエネルギー効率に優れるほか、機体の特性にあわせて加速度を調整できることから機体への荷重を軽減でき、小型軽量の無人航空機（UCAV）の射出にも対応した。更にカタパルト自体の小型軽量化および整備性の向上も実現された。またカタパルト後方に設置されるジェット・ブラスト・ディフレクターも、内部に特殊な冷却パイプを内蔵したパッシブ・ジェット・ブラスト・ディフレクターが採用された。
ただしEMALSもAAGも信頼性の問題を抱えており、それぞれ4,166MCBCF（Mean Cycles Between Critical Failures）と16,500MCBCFの信頼性を要求されているにもかかわらず、EMALSは747回の射出試験で10回、またAAGも763回の拘束着艦で10回の重大故障を起こした。EMALSについては、当時のトランプ大統領により後期建造艦での非採用が主張されたが、大幅な設計変更が必要なことや現用の蒸気カタパルトは維持管理コストが高いことを踏まえて採用が継続されることになった。またAAGについても、2021年4月には制動に使用するウォーターツイスターの改良型が発注され、問題の解決が図られることになっている。

#### 格納・補給
アメリカ海軍では最初の超大型空母であるフォレスタル級以降、デッキサイド式エレベーター4基（右舷側3基、左舷側1基）の構成を踏襲してきたが、本級では右舷側のエレベーターを1基減らし、計3基となった。
搭載される空母航空団はニミッツ級と同様で、以下のような構成が予定されている。
- 戦闘攻撃飛行隊（VFA）- F/A-18E/F×24機＋F-35Cライトニング II×20機（各2個飛行隊）
- 電子戦飛行隊（VAQ） - EA-18G×5機（1個飛行隊）
- 早期警戒飛行隊（VAW）- E-2D×4機（1個飛行隊）
- ヘリコプター海洋打撃飛行隊（HSM） - MH-60R×3機（1個飛行隊）
- ヘリコプター海上戦闘飛行隊（HSC） - MH-60S×3機（1個飛行隊）
- 艦隊兵站支援飛行隊（VRC）- C-2A×2機

ただし本級では、上記のような航空艤装の改良によって、ニミッツ級では1日120ソーティとされていたものを3割増の160ソーティ、戦時には更に240ソーティにまで増加させることで、実質的な戦闘能力を向上させている。
ソーティ数の増加に対応して、搭載弾薬量はニミッツ級から倍増した。なお本級では弾薬移送用エレベーターも電磁式とされており、新開発の先進兵器エレベーター（AWE）が採用された。このエレベーターは右舷の2基の機体移送用エレベーターの艦首側と飛行甲板の右舷張り出しの最前部の計3ヶ所に設置される。このほかに弾薬庫と格納庫甲板を結ぶものが7基、汎用のものが1基で、計11基が設置されることになっている。ただし誤動作の問題があり設置は遅延、艦自体の就役遅延につながった。2020年11月にはAWEの問題解決を担う150名規模の担当チームが設置された。2021年3月時点で11基のうち7基の不具合が解消され、2021年12月に全てのAWEが稼働したと発表された。

### 個艦防御機能
1番艦ジェラルド・R・フォードはレーダーとして捜索用のAN/SPY-4（Volume Search Radar, VSR）および多機能型のAN/SPY-3（Multi-Function Radar, MFR）を搭載しており、3面のAESAは、いずれもアイランドに固定装備される。これらのレーダーはデュアル・バンド・レーダーとして統合され運用される。SPY-4はSバンドを使用して遠達性に優れており、遠距離での捜索・捕捉を担当する。SPY-3はXバンドを使用して精密走査能力に優れており、SPY-4の情報に基づいて目標を捕捉・追尾し、艦対空ミサイルの誘導までを担当する。
ただしこれらはコストや信頼性の面で問題があり、2番艦以降では機種が変更されることになった。VSRの代替機としては、イージス艦向けのAN/SPY-6（AMDR）を元にしたSPY-6(V)3 EASR（Enterprise Air Surveillance Radar）、またMFRの代替機としては、AN/SPQ-9BとMk.9トラッキング・イルミネーターの組み合わせが導入された。
兵装はニミッツ級とほぼ同様で、ESSMの8連装発射機2基、RAMの21連装発射機2基、20mm CIWSが3基を装備するとされている。ただし2番艦以降では、ESSMはブロックII（アクティブ・レーダー・ホーミング対応）、RAMもブロックIIA/Bに更新される予定である。また本級では、レーザー兵器システムなどの指向性エネルギー兵器の後日装備も想定されており、そのための電力供給も設計に含まれている。

## 比較表
|              |                 | CVN フォード級                          | CVN ニミッツ級                   | CVN エンタープライズ (最終状態)  | CV キティホーク級 (最終状態)     | CV フォレスタル級 (最終状態)     |     |
| ------------ | --------------- | --------------------------------------- | -------------------------------- | -------------------------------- | -------------------------------- | -------------------------------- | --- |
| 船体         | 満載排水量      | 101,605 t                               | 91,400 - 102,000 t               | 83,350 t                         | 75,200 t - 83,000 t              | 75,900 t - 76,000 t              |     |
| 船体         | 全長            | 332.8 m                                 | 332.0 m                          | 341.3 m                          | 319.3 m - 326.9 m                | 316.7 m - 319.0 m                |     |
| 船体         | 水線幅 / 最大幅 | 41.8 m / 78 m                           | 40.8 m / 76.8 m                  | 38.5 m / 78.3 m                  | 39.6 m / 76.8 m                  | 38.5 m / 76.8 m                  |     |
| 機関         | 方式            | 原子炉 + 蒸気タービン                   | 原子炉 + 蒸気タービン            | 原子炉 + 蒸気タービン            | ボイラー + 蒸気タービン          | ボイラー + 蒸気タービン          |     |
| 機関         | 出力            | 280,000 hp                              | 280,000 hp                       | 280,000 hp                       | 280,000 hp                       | 280,000 hp                       |     |
| 機関         | 速力            | 30 kt以上                               | 30 kt以上                        | 36 kt                            | 35 kt                            | 34 kt                            |     |
| 兵装         | 砲熕            | ファランクスCIWS × 2–3基                | ファランクスCIWS × 2–3基         | ファランクスCIWS × 2–3基         | ファランクスCIWS × 2–3基         | ファランクスCIWS × 2–3基         |     |
| 兵装         | ミサイル        | ESSM 8連装発射機 × 2基                  | シースパロー 8連装発射機 × 2–3基 | シースパロー 8連装発射機 × 2–3基 | シースパロー 8連装発射機 × 2–3基 | シースパロー 8連装発射機 × 2–3基 |     |
| 兵装         | ミサイル        | RAM 21連装発射機 × 2基                  | RAM 21連装発射機 × 2基           | RAM 21連装発射機 × 2基           | RAM 21連装発射機 × 2基           | ―                                |     |
| 航空運用機能 | 形式            | CATOBAR                                 | CATOBAR                          | CATOBAR                          | CATOBAR                          | CATOBAR                          |     |
| 航空運用機能 | 発艦装置        | 電磁式カタパルト × 4基                  | 蒸気式カタパルト × 4基           | 蒸気式カタパルト × 4基           | 蒸気式カタパルト × 4基           | 蒸気式カタパルト × 4基           |     |
| 航空運用機能 | JBD             | 4基                                     | 4基                              | 4基                              | 4基                              | 4基                              |     |
| 航空運用機能 | 着艦帯          | アングルド・デッキ配置                  | アングルド・デッキ配置           | アングルド・デッキ配置           | アングルド・デッキ配置           | アングルド・デッキ配置           |     |
| 航空運用機能 | 制動索          | 3索                                     | 4索                              | 4索                              | 4索                              | 4索                              |     |
| 航空運用機能 | エレベーター    | 3基                                     | 4基                              | 4基                              | 4基                              | 4基                              | 4基 |
| 航空運用機能 | 航空用ガソリン  | ―                                       | ―                                | 363 kL                           | 192 kL                           | 353 kL                           |     |
| 航空運用機能 | ジェット燃料    | 不明                                    | 10,220 kL                        | 9,382 kL                         | 4,439 kL                         | 6,955 kL                         |     |
| 航空運用機能 | 航空機用兵器    | 不明                                    | 2,970 t                          | 1,800 t                          | 1,800 t                          | 1,800 t                          |     |
| 航空運用機能 | 搭載機数        | 常時70機前後                            | 常時70機前後 / 最大90機          | 常時70機前後 / 最大90機          | 常時70機前後 / 最大90機          | 常時70機前後 / 最大90機          |     |
| 同型艦数     | 同型艦数        | 1隻 / 10隻予定 （1隻艤装中、1隻建造中） | 10隻                             | 1隻（退役）                      | 4隻（退役）                      | 4隻（退役）                      |     |

|              |                 | フォード級                              | シャルル・ド・ゴール     | ニミッツ級                     | エンタープライズ (最終状態)    |
| ------------ | --------------- | --------------------------------------- | ------------------------ | ------------------------------ | ------------------------------ |
| 船体         | 満載排水量      | 101,600 t                               | 43,182 t                 | 100,000 t以上                  | 93,284 t                       |
| 船体         | 全長            | 337 m                                   | 261.5 m                  | 330 m - 333 m                  | 336 m                          |
| 船体         | 水線幅 / 最大幅 | 41 m / 78 m                             | 31.5 m / 64.36 m         | 41 m / 76.8 m                  | 40 m / 76 m                    |
| 機関         | 原子炉          | A1B × 2基                               | K15 × 2基                | A4W × 2基                      | A2W × 8基                      |
| 機関         | 出力            | 不明                                    | 83,000 shp               | 260,000 shp                    | 280,000 shp                    |
| 機関         | 速力            | 30 kt以上                               | 27 kt                    | 30 kt以上                      | 33.6 kt                        |
| 兵装         | 砲熕            | ファランクス CIWS × 2基                 | 20 mm 単装機関砲 × 8基   | ファランクス CIWS × 2–3基      | ファランクス CIWS × 2–3基      |
| 兵装         | ミサイル        | ESSM 8連装発射機 × 2基                  | アスター15 VLS × 32セル  | シースパロー 8連装発射機 × 2基 | シースパロー 8連装発射機 × 2基 |
| 兵装         | ミサイル        | RAM 21連装発射機 × 2基                  | SADRAL 6連装発射機 × 2基 | RAM 21連装発射機 × 2基         | RAM 21連装発射機 × 2基         |
| 航空運用機能 | 発着艦方式      | CATOBAR                                 | CATOBAR                  | CATOBAR                        | CATOBAR                        |
| 航空運用機能 | 発艦装置        | 電磁式カタパルト × 4基                  | 蒸気式カタパルト × 2基   | 蒸気式カタパルト×4基           | 蒸気式カタパルト×4基           |
| 航空運用機能 | JBD             | 4基                                     | 2基                      | 4基                            | 4基                            |
| 航空運用機能 | 着艦帯          | アングルド・デッキ配置                  | アングルド・デッキ配置   | アングルド・デッキ配置         | アングルド・デッキ配置         |
| 航空運用機能 | 制動索          | 3索                                     | 3索                      | 4索                            | 4索                            |
| 航空運用機能 | エレベーター    | 3基                                     | 2基                      | 4基                            | 4基                            |
| 航空運用機能 | 搭載機数        | 常時70機前後                            | 最大40機                 | 常時70機前後 / 最大90機        | 常時70機前後 / 最大90機        |
| 同型艦数     | 同型艦数        | 1隻 / 10隻予定 （1隻艤装中、1隻建造中） | 1隻                      | 10隻                           | 1隻（退役）                    |

|              |                 | フォード級                            | 福建                             | 山東                    | アドミラル・クズネツォフ | クイーン・エリザベス級     |
| ------------ | --------------- | ------------------------------------- | -------------------------------- | ----------------------- | ------------------------ | -------------------------- |
| 船体         | 満載排水量      | 101,600 t                             | 80,000 t                         | 67,000 t                | 59,100 t                 | 67,699 t                   |
| 船体         | 全長            | 337 m                                 | 316 m                            | 315 m                   | 305 m                    | 284 m                      |
| 船体         | 船体幅 / 最大幅 | 41 m / 78 m                           | 40 m / 76 m                      | 38 m / 75.5 m           | 38 m / 72 m              | 39 m / 73 m                |
| 機関         | 方式            | ギアード・タービン                    | IFEP                             | ギアード・タービン      | ギアード・タービン       | IFEP                       |
| 機関         | 主機            | 原子炉＋蒸気タービン                  | ボイラー＋蒸気タービン           | ボイラー＋蒸気タービン  | ボイラー＋蒸気タービン   | ガスタービン発電機＋電動機 |
| 機関         | 出力            | 不明                                  | 220,000 hp                       | 200,000 hp              | 200,000 hp               | 108,000 hp                 |
| 機関         | 速力            | 30 kt以上                             | 30 kt以上                        | 30 kt以上               | 29 kt                    | 26 kt                      |
| 兵装         | 砲熕            | ファランクスCIWS×3基                  | 1130型CIWS×3基                   | 1130型CIWS×3基          | AK-630 CIWS×6基          | ファランクスCIWS×3基       |
| 兵装         | 砲熕            | ファランクスCIWS×3基                  | 1130型CIWS×3基                   | 1130型CIWS×3基          | コールチクCIWS×8基       | 30mm単装機銃×4基           |
| 兵装         | 砲熕            | ファランクスCIWS×3基                  | ―                                | RBU-6000 発射機×2基     | RBU-12000 発射機×2基     | 12.7mm重機関銃×6基         |
| 兵装         | ミサイル        | ESSM 8連装発射機×2基                  | HHQ-10 18連装発射機×4基          | HHQ-10 18連装発射機×4基 | キンジャール VLS×192セル | ―                          |
| 兵装         | ミサイル        | RAM 21連装発射機×2基                  | HHQ-10 18連装発射機×4基          | HHQ-10 18連装発射機×4基 | P-700 VLS×12セル         | ―                          |
| 航空運用機能 | 発着方式        | CATOBAR                               | CATOBAR                          | STOBAR                  | STOBAR                   | STOVL                      |
| 航空運用機能 | 発艦装置        | 電磁式カタパルト×4基                  | 電磁式カタパルト×3基             | スキージャンプ          | スキージャンプ           | スキージャンプ             |
| 航空運用機能 | JBD             | 4基                                   | 3基                              | 3基                     | 3基                      | ―                          |
| 航空運用機能 | 着艦帯          | アングルド・デッキ配置                | アングルド・デッキ配置           | アングルド・デッキ配置  | アングルド・デッキ配置   | アキシャル・デッキ配置     |
| 航空運用機能 | 制動索          | 3索                                   | 4索                              | 4索                     | 4索                      | ―                          |
| 航空運用機能 | エレベーター    | 3基                                   | 2基                              | 2基                     | 2基                      | 2基                        |
| 航空運用機能 | 搭載機数        | 常時70機前後                          | 常用50機 / 最大80機              | 50機                    | 50機前後                 | 常時40機 / 最大48機        |
| 同型艦数     | 同型艦数        | 1隻/10隻予定 （1隻艤装中、1隻建造中） | 2隻予定 （1隻艤装中、1隻計画中） | 1隻                     | 1隻 (準同型1隻)          | 2隻                        |

## 同型艦
ニミッツ級と同じくアメリカ合衆国において原子力空母の建造および燃料棒交換を唯一行うことのできるニューポート・ニューズ造船所で建造された。
アメリカ海軍は現有のニミッツ級航空母艦10隻に代えて、2030年代末までに本型艦を12隻体制とする方針であり、3番艦エンタープライズと4番艦ドリス・ミラーについて、単艦ごとの発注でなく2艦を一括発注することで建造期間と費用を圧縮させることを検討している。
一方で、アメリカ議会予算局は2013年の連邦支出削減報告書で、本級の建造を2番艦で中止することで、178億ドルが節約できると指摘している。
ジョン・F・ケネディ（CVN-79）の納入は2024年が予定されていたが2025年に延期された。その後もエレベーターやカタパルトに問題があり更に納入は2027年に延期された。

### 一覧表
| 艦番号 | 艦名                                             | 起工            | 進水            | 就役           | 更新対象 | 現況   | 母港                              |
| ------ | ------------------------------------------------ | --------------- | --------------- | -------------- | -------- | ------ | --------------------------------- |
| CVN-78 | ジェラルド・R・フォード USS Gerald R. Ford       | 2009年 11月13日 | 2013年 10月11日 | 2017年 7月22日 | CVN-65   | 就役   | バージニア州 ノーフォーク海軍基地 |
| CVN-79 | ジョン・F・ケネディ USS John F. Kennedy          | 2015年 8月22日  | 2019年 10月29日 | 2027年予定     | CVN-68   | 建造中 | ー                                |
| CVN-80 | エンタープライズ USS Enterprise                  | 2022年 4月5日   | 2025年予定      | 2028年予定     | CVN-69   | 建造中 | ー                                |
| CVN-81 | ドリス・ミラー USS Doris Miller                  | 2026年予定      | 2029年予定      | 2032年予定     | CVN-70   | 計画中 | ー                                |
| CVN-82 | ウィリアム・J・クリントン USS William J. Clinton | 2027年予定      | 2032年予定      | 2036年予定     | CVN-71   | 計画中 | ー                                |
| CVN-83 | ジョージ・W・ブッシュ USS George W. Bush         | ー              | ー              | ー             | CVN-72   | 計画中 | ー                                |

### 命名
キティホーク級航空母艦アメリカの退役軍人協会（乗務経験者で組織される）は、本級の1番艦であるCVN-78をアメリカと命名するよう運動を行ってきたが、最終的にはジェラルド・フォード第38代大統領の名が命名されることとなった。なおアメリカの名は、アメリカ級強襲揚陸艦の1番艦であるLHA-6につけられた。
同様に2番艦であるCVN-79についても、命名について様々な憶測や提案がなされた。2007年12月7日には、ハリー・ミッチェル下院議員が真珠湾攻撃66周年記念式典において、CVN-79を「アリゾナ」と命名することを提案した。また一部では、CVN-65 エンタープライズが本級の一番艦であるCVN-78 ジェラルド・R・フォードに置き換えられる形で退役する予定であることなどから、CVN-79をエンタープライズと命名するよう求める請願署名をネット上で募る動きもあった。しかし2011年5月29日、レイ・メイバス海軍長官は、CVN-79がジョン・F・ケネディと命名される予定であることを発表した。ジョン・F・ケネディの名は、2007年に退役したキティホーク級の4番艦CV-67以来2代目となる。
2012年12月1日、CVN-65 エンタープライズの退役式典において、レイ・メイバス海軍長官は、CVN-80がエンタープライズと命名されることを発表した。エンタープライズの名は同艦で9代目となる。
2020年1月20日、アメリカ海軍はフォード級4番艦CVN-81にアフリカ系アメリカ人、ドリス・ミラー三等炊事兵の名前を付与する意向と発表した。ミラーは真珠湾攻撃時、戦艦「ウェストバージニア」の一等給仕兵であるにもかかわらず、死亡した水兵の代わりに機銃座に座り日本海軍機相手に勇敢に闘い、その功績によりアフリカ系アメリカ人として初の海軍十字章を受章している。ミラーの名前が使用されるのは1991年に退役したノックス級フリゲート「ミラー」以来2回目。空母に水兵の名前が使用されるのは初である。
2025年1月13日、アメリカのジョー・バイデン大統領は、本級の5番艦、6番艦にそれぞれビル・クリントン元大統領とジョージ・W・ブッシュ元大統領にちなんで命名することを発表した。

## 登場作品

### アニメ・漫画
『ヱヴァンゲリヲン新劇場版:Q』
予告でSu-34とV-22を搭載した艦艇が登場。本編では艦番号78の艦艇をはじめ数隻がヴィレの艦隊に登場した。
『シン・エヴァンゲリオン劇場版𝄇』
ヤマト作戦で艦底部にシールドを装備した一隻が新2号機射出時機体保護特化改装型防御専用艦船として使用された。
特報では、ヴンダーと共にヤマト作戦に出撃していると思われる艦艇が確認できる。
『ガーリー・エアフォース』
テレビアニメ版第10話及び第11話に「ジェラルド・Ｒ・フォード」が登場。
上海上陸作戦に参加し、主人公たちの母艦となる。

### 小説
『GODZILLA 怪獣黙示録』
3番艦「エンタープライズ」が登場。人類に残された3隻の空母のうち1隻となるが、最終的に怪獣ゴジラに撃沈される。

### ゲーム
『コール オブ デューティシリーズ』
『コール オブ デューティ ゴースト』
架空艦「CVN-81 リベレーター」が登場。アメリカ海軍に残された唯一の空母となっており、連邦軍への総攻撃作戦に参加する。作戦中に飛行甲板上へ侵入してきた連邦軍と戦闘状態に陥り、最終的に連邦軍の衛星兵器による攻撃で撃沈される。
『Modern Warships』
プレイヤーが操作できる艦艇として「ジェラルド・R・フォード」と「エンタープライズ」が登場。